# Weißendorf
Weißendorf ist eine Gemeinde im thüringischen Landkreis Greiz. Erfüllende Gemeinde ist die Stadt Zeulenroda-Triebes.

## Geographie
Durch Weißendorf verläuft der 12. Längengrad. Der Ort liegt im Thüringer Schiefergebirge in der Nähe der Talsperren Zeulenroda und Weida.
Die Stadt Zeulenroda-Triebes umschließt das Gemeindegebiet.

## Geschichte
Erstmalige Erwähnung fand der Ort 1268 unter dem Namen Wizcendorf. Im Mittelalter führte durch den Ort die bedeutende Salzstraße von Halle nach Nürnberg. Kirchlich gehörte das Dorf zuerst zur Parochie Hohenleuben, seit dem Dreißigjährigen Krieg zum Kirchenspiel Triebes. Weißendorf hatte Marktrecht. Am 5. Juni 1957 fand das tragische Ende der Sichelsmühle statt. Scheune und Stallungen fielen den Flammen zu Opfer. 1965–1966 erfolgt der Abriss der Mühle, deren Ersterwähnung nicht vollziehbar war. Während der DDR-Zeit wurden von den genossenschaftlichen Betrieben eine Kartoffelsortieranlage, -lager, Futtermittelwerk sowie Stallungen errichtet. Diese werden heute durch mittelständische Betriebe und den Handel genutzt. Seit 1. Februar 2006 ist Zeulenroda-Triebes erfüllende Gemeinde für Weißendorf. Zuvor hatte Triebes diese Funktion inne. Zusammen mit dem Weidastausee ist das örtliche Umfeld inzwischen touristisch gut erschlossen.
Bis 1995 war Weißendorf Mitglied der Verwaltungsgemeinschaft Triebes. Im früheren Herrenhaus Weißendorf befindet sich heute der örtliche Kindergarten.

## Rittergut Weißendorf
Im Mittelpunkt des lang gestreckten Dorfes stand das bedeutende Rittergut der Herren von Dobeneck (seit 1495). Um 1600 ging das Rittergut in den Besitz der Familie von Kauffung und 1643 an die Herren von Zehmen über. 1643 kaufte die Witwe von Hans Bastian I. von Zehmen, Marie Salome v.Z. (geb. von Bottfeld) das Rittergut Weißendorf von H.Cph. v. Kauffungen. Hans Bastian III. von Zehmen veräußerte es 1753 an Graf Heinrich XI. Reuß älterer Linie. Später ging es noch an einen Herren von Brandenstein und 1870 erwarb es Hans Friedrich v. Zehmen. Seine Witwe Helene Mathilde Ida v.Z. (geb. von Seydewitz) verkaufte 1897 das Rittergut samt Archiv an den Pächter. Mit dem Besitz des Rittergutes verbunden war die Patrimonialgerichtsbarkeit in Form der Ober- und Erbgerichtsbarkeit über acht Höfe in Triebes und die Erbgerichtsbarkeit über Weißendorf und Teile von Niederböhmersdorf. Die niedere Gerichtsbarkeit wurde zum 1. Januar 1855 aufgehoben.

## Einwohnerentwicklung

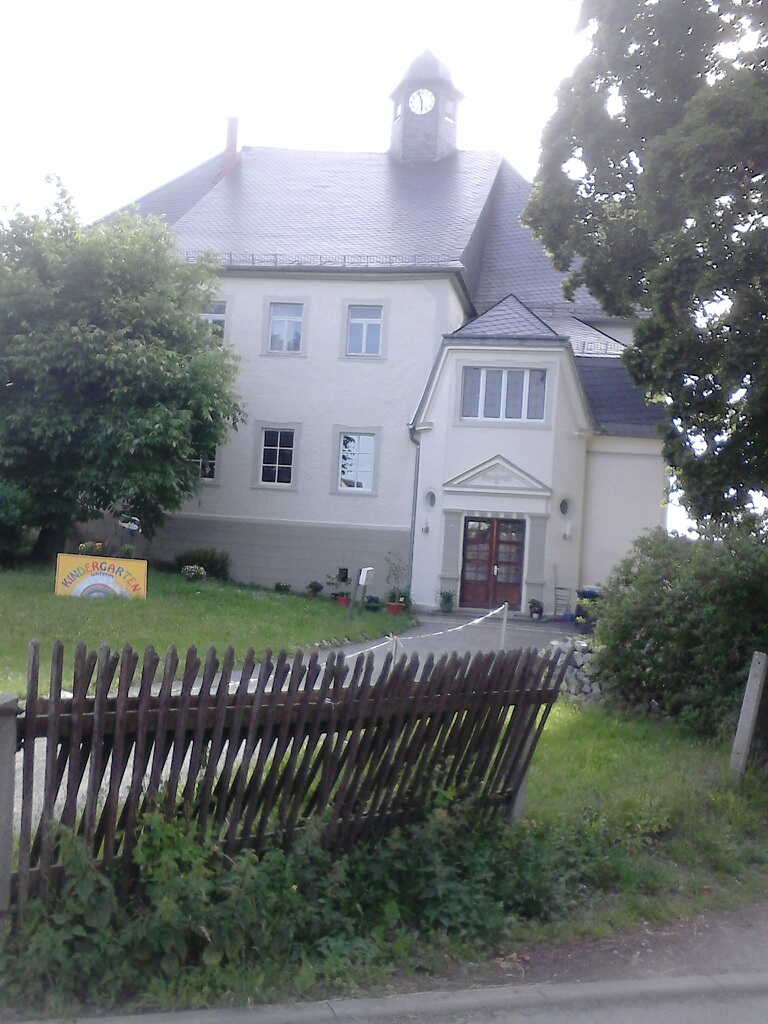
Herrenhaus Weißendorf

Entwicklung der Einwohnerzahl (Stand jeweils 31. Dezember):
| - 1994: 409 - 1995: 415 - 1996: 411 - 1997: 406 - 1998: 396 - 1999: 392 | - 2000: 383 - 2001: 379 - 2002: 376 - 2003: 374 - 2004: 365 - 2005: 360 | - 2006: 351 - 2007: 347 - 2008: 343 - 2009: 333 - 2010: 330 - 2011: 311 | - 2012: 312 - 2013: 314 - 2014: 321 - 2015: 317 - 2016: 314 - 2017: 314 | - 2018: 312 - 2019: 308 - 2020: 321 - 2021: 333 - 2022: 326 - 2023: 330 |

Datenquelle: Thüringer Landesamt für Statistik

## Wirtschaft und Infrastruktur

### Wasserver- und Abwasserentsorgung
Die Gemeinde Weißendorf ist Mitglied im Zweckverband Wasser/Abwasser Zeulenroda. Dieser übernimmt für die Gemeinde die Trinkwasserversorgung und Abwasserentsorgung.

## Persönlichkeiten
- Günther Michel (* 1928 in Weißendorf; † 19. März 2017 in Weißendorf), Tierarzt, Histologe, Embryologe und Hochschullehrer